# Lista artiștilor din muzica house
Aceasta este o listă a artiștilor care au contribuit în muzica house. Include artiștii care fie au fost foarte importanți pentru gen, sau au avut o publicitate considerabilă. Această listă nu include artiștii locali necunoscuți. 

## 0–9
- 49ers
- 808 State

## A
- Adam X
- Adeva
- Adonis
- Afrojack
- Alec Empire
- Alexander Hope
- Alexandra Prince
- Alex Gaudino
- Amber
- Ananda Project
- Anane
- Annie Mac
- Antoine Clamaran
- Armando
- Armand Van Helden
- Arthur Baker
- Ann Nesby
- Ashley Beedle
- ATFC
- The Avalanches
- Axwell
- Anthony Pappa
- Armin van Buuren
- Antoine Lavenant

## B
- Baby D
- Bad Boy Bill
- Barbara Tucker
- The Basement Boys
- Beatmasters
- Basement Jaxx
- Benny Benassi
- Bizarre Inc
- Black Box
- Blaze
- The Bloody Beetroots
- Blue Pearl
- Blue Six
- Bob Sinclar
- Busy P
- BodyRockers
- Bomb the Bass
- Boogie Pimps
- Booka Shade
- Boris Dlugosch
- Byron Stingily
- Brad Carter
- Bram
- Brooklyn Bounce
- Brother Brown
- Brothers in Rhythm
- BT

## C
- Calvin Harris
- Cappella
- Captain Hollywood Project
- Carl Cox
- Carol Jiani
- Cassius
- CeCe Rogers[1]
- CeCe Peniston
- Celeda
- Charles Schillings
- The Chemical Brothers
- Charles. Kelevra
- Chip E.
- Chris Brann
- Chris Fortier
- Carla's Dreams
- Chocolate Puma
- Chris Richard
- Clazziquai
- Club 69
- Cold Blank
- Coldcut
- Colonel Abrams
- Corona
- Corry
- Crush
- Crystal Waters
- Culture Beat
- Curtis Jones
- Crookers
- Cyndi Lauper

## D
- Da Mob
- David Penn
- D Mob
- D:Fuse
- D:Ream
- Dada Life
- Daft Punk
- Dajae
- Daniel Desnoyers
- Dannii Minogue
- Danny Kyle
- Danny Tenaglia
- Danny Wilson
- Daphne Rubin-Vega
- Darryl D'Bonneau
- Dasq
- Dave Audé
- Dave Armstrong
- Dave Clarke
- David Guetta
- David Morales
- Deadmau5
- DJ Nihilist
- Deborah Cooper
- Deborah Cox
- Deee-Lite
- Deep Dish
- Dennis Ferrer
- Derrick Carter
- Diana King
- Dimitri from Paris
- Dina Carroll
- Dirty Vegas
- Dirty Dose
- DJ Antoine
- DJ Dan
- DJ Disciple
- DJ Icey
- DJ Irene
- DJ Jean
- DJ Longoria
- DJ Pierre
- DJ Sammy
- DJ Solovey
- DJ Skribble
- DJ Sneak
- DJ Spinna
- DJ Theo
- DJ Tonka
- DJ Vibe
- DJ Zet
- Doc Martin
- Donna Allen
- Donna Summer
- Doug Lazy
- DJ Roog
- Dr. Alban

## E
- East Clubbers
- Eddie Amador
- Edward Maya
- Eléctrialz
- Emanuel Xavier
- Enigma
- Eric "E-Smoove" Miller
- Eric Prydz
- Erick E
- Erick Morillo
- E-Rotic
- Escapade
- Etienne de Crécy
- Evelyn Thomas
- Everything but the Girl

## F
- Faithless
- Farley Jackmaster Funk
- Fast Eddie
- Fatboy Slim
- Fantastic Plastic Machine
- Fedde le Grand
- Felix da Housecat
- Fierce Ruling Diva
- Focdy the Mastermined
- François Kevorkian
- Frankie Bones
- Frankie Knuckles
- Freak Nasty
- Fred Everything
- Freemasons
- Funky Green Dogs
- Future Homosapiens
- Full House
- Full Intention
- Funkerman

## G
- Gabrielle
- General Levy
- Gillette
- Gigi D'Agostino
- Grant Nelson
- The Greenskeepers
- Gregory Del Piero
- Gregory Hyzdu
- Groove Armada
- Groove Junkies
- A Guy Called Gerald
- Gringos Diva

## H
- Haddaway
- Heather Small
- Hed Kandi
- Hernán Cattáneo
- Hernandez
- Hi Tack
- The Human League
- Hyperactive

## I
- Ian Pooley
- iiO
- Inaya Day
- Infernal
- INNA
- Inner City
- Iz
- Ian Carey

## J
- Jam & Spoon
- James Holden
- Jaydee
- Jay-J
- Jersey Street
- Jill Scott
- Jocelyn Brown
- Jocelyn Enriquez
- Joe Claussell
- Joey Beltram
- Joey Negro
- John Creamer & Stephane K
- John Digweed
- Joi Cardwell
- Jonathan Peters
- Jori Hulkkonen
- Josh Wink
- JS-16
- Junior Jack
- Junior Sanchez
- Junior Vasquez
- Junkie XL
- Justice

## K
- Kaskade
- Katalina
- Kavinsky
- Kerri Chandler
- Kevin Aviance
- Kim English
- King Britt
- K-Klass
- The KLF
- Kosmic Kommando
- Kristine W
- Kylie Minogue

## L
- Larry Levan
- L.A. Style
- La Bouche
- Laidback Luke
- Larry Heard
- Laurent Garnier
- Laurent Wolf
- Lazy Dog
- Late Night Alumni
- Le Click
- Leftfield
- Lenny Fontana
- Lil Louis
- Linda Clifford
- Little Louie Vega
- Livin' Joy
- Liz Torres
- LMFAO
- Loleatta Holloway
- Lonnie Gordon
- Luis Lopez
- Low End Specialists

## M
- M People
- Mad and Spectral
- Madison Avenue
- Madison Park
- Madonna
- Magic Affair
- Mara
- Marc Evans
- Marc Mysterio
- Mark Picchiotti
- Mark Farina
- Marshall Jefferson
- Martha Wash
- Martin Solveig
- Marusha
- Masters At Work
- Matthew Dear
- Kym Mazelle
- Mauro Picotto
- Maxi Priest
- MC Mario
- MegaTRON
- Melanie Williams
- Metro Area
- Michael Gray
- Michael Proctor
- Michael Rahimzadeh
- Michael Watford
- Michelle Visage
- Miguel Migs
- Mike Perras
- Milton Jackson
- Missing Heart
- Moloko
- Mondo Grosso
- Monica Hughes
- Monika Kruse
- Morgan King
- Mousse T.
- Mr. Oizo
- MSTRKRFT
- Murk
- Mylo

## N
- Nadirah Shakoor
- Narcotic Thrust
- Nightcrawlers
- N-Joi
- Niki Evans

## O
- Olav Basoski
- Offer Nissim
- One-T
- Opus III

## P
- Paul Oakenfold
- Pete Heller
- Pete Tong
- Persuaders
- Peter Rauhofer
- Phuture
- Phuturistix (cunoscut și ca UK Garage și 2 step)
- Planet Funk
- Planet Soul

## Q
- Quench
- Quentin Harris

## R
- Ralphi Rosario
- Raze
- Real McCoy
- Red Jerry
- Rednex
- Reel 2 Real
- Regi
- Remy
- Robbie Rivera
- Robert Miles
- The Roc Project
- Roger Sanchez
- DJ Roog
- Route 401
- Roy Davis Jr.
- Rui da Silva
- Rune RK
- RuPaul
- The Rurals

## S
- Sabrina Johnston
- Sabrynaah Pope
- Saint Etienne
- Sander Kleinenberg
- Sasha
- Seamus Haji
- Sebastian Ingrosso
- Sébastien Léger
- S'Express
- Selan
- Shakedown
- The Shamen
- Shapeshifters
- Shawn Christopher
- Sidney Samson
- Slam
- Snap!
- Solarstone
- Sonique
- Sophie Ellis-Bextor
- Soul II Soul
- Soul For Real
- Soul Rebels
- Spiller
- Stacey Pullen
- Star Tattooed
- Stardust
- Stephanie Cooke
- Steve "Silk" Hurley
- Steve Angello
- Steve Aoki
- Steve Lawler
- Steve Porter
- Steve Stoll
- Stereo MC's
- StoneBridge
- Stromae
- Superchumbo
- Supermen Lovers
- Supermode
- Sussie 4
- Sven Väth
- Swag
- Swayzak
- Swedish House Mafia
- Swirl People
- SWV
- Sad

## T
- Taylor Dayne
- Ten City
- Thunderpuss
- Tiefschwarz
- The Timelords
- Theo Parrish
- Tiësto
- Timmy Regisford
- Timo Maas
- Tin Tin Out
- Tocadisco
- Todd Edwards
- Todd Terry
- Tom Middleton
- Tom Novy
- Tony Humphries
- Trentemøller
- TV Rock
- Theo Keating

## U
- Ultrabeat
- Ultra Naté
- Underworld
- Urban Cookie Collective
- Ursula Rucker

## V
- Victor
- Vika Jigulina

## W
- Wamdue Project
- Way Out West
- Warren Clarke
- Whirlpool Productions
- WhoWeAre
- William Hebblethwaite

## X
- X-Press 2
- William Hebblethwiate

## Y
- Yves Larock
- Yarabi

## Z
- Zelma Davis

| Cuprins: A B C D E F G H I J K L M N O P Q R S T U V W X Y Z |

1. ↑  Calas"drems. Lipsește sau este vid: |title= (ajutor)